# Rickey Paulding
Rickey Paulding jr. (Detroit, Michigan, 23 de octubre de 1982) es un exjugador de baloncesto estadounidense. Con 1,93 metros de estatura, jugaba en la posición de escolta. Aunque actuó como profesional en Israel y Francia, es considerado un jugador emblemático del EWE Baskets Oldenburg de Alemania, equipo que integró durante 15 temporadas. 

## Trayectoria deportiva

### Universidad
Jugó cuatro temporadas con los Tigers de la Universidad de Misuri, en las que promedió 12,8 puntos, 4,3 rebotes y 2,8 asistencias por partido. fue elegido en sus dos últimas temporadas en el segundo mejor quinteto de la Big 12 Conference.

### Profesional
Fue elegido en la quincuagésimo cuarta posición del Draft de la NBA de 2004 por Detroit Pistons, pero no llegó a fichar por el equipo. Decidió continuar su carrera en Europa, y comenzó fichando por el Hapoel Jerusalem B.C. de la liga israelí, donde jugó una temporada en la que promedió 12,5 puntos y 4,1 rebotes por partido.
Al año siguiente se marchó a la liga francesa, donde jugó dos temporadas, una en el ASVEL Lyon-Villeurbanne, en la que promedió 9,7 puntos y 2,7 rebotes, y la siguiente en el BCM Gravelines, donde consiguió 13,2 puntos y 3,3 rebotes por partido.
En 2007 fichó por el EWE Baskets Oldenburg, equipo al que pertenece en la actualidad, y con los que ha renovado hasta 2016. En sus ocho temporadas en el equipo alemán, la mejor fue la 2008-09, en la que promedió 15,6 puntos y 4,3 rebotes por partido, aunque en ninguna de ellas ha promediado menos de 12 puntos.

## Selección nacional
Paulding participó del torneo de baloncesto de los Juegos Panamericanos de 2003.